# تشارلز هارت
تشارلز هارت (بالإنجليزية: Charles Hart)‏ هو واضع كلمات الأوبرا وكاتب وشاعر بريطاني، ولد في 3 يونيو 1961 في لندن في المملكة المتحدة.

## وصلات خارجية
- تشارلز هارت على موقع IMDb (الإنجليزية)
- تشارلز هارت على موقع ميوزك برينز (الإنجليزية)
- تشارلز هارت على موقع قاعدة بيانات برودواي على الإنترنت (الإنجليزية)
- تشارلز هارت على موقع ديسكوغز (الإنجليزية)
- تشارلز هارت على موقع قاعدة بيانات الفيلم (الإنجليزية)